# Pteris tomentella
Pteris tomentella là một loài dương xỉ trong họ Pteridaceae. Loài này được Hand.-Mazz. mô tả khoa học đầu tiên năm 1923.
Danh pháp khoa học của loài này chưa được làm sáng tỏ. 